# 살만 알파라지
살만 모함메드 알파라지(아랍어: سلمان محمد الفرج الحويطي, Salman Mohammed Al-Faraj, 1989년 8월 1일 ~ )는 사우디아라비아의 축구 선수로 현재 사우디 퍼스트 디비전 리그의 네옴 SC에서 미드필더로 뛰고 있다.

## 선수 경력

### 클럽
2008년 알힐랄 SFC 입단 이후 현재까지 알힐랄의 프랜차이즈 스타로 활약 중이며 그동안 리그 6회 우승 및 5회 준우승, 사우디아라비아 국왕컵 3회 우승 및 1회 준우승, 사우디 크라운 프린스컵 6회 우승 및 2연속 준우승, 사우디 슈퍼컵 2회 우승 및 2회 준우승, 2014년 AFC 챔피언스리그 준우승, 2017년 AFC 챔피언스리그 준우승, 2019년 AFC 챔피언스리그 우승, 2019년 FIFA 클럽 월드컵 4위, 2021년 AFC 챔피언스리그 우승 등의 화려한 성과들을 남겼다.

### 국가대표팀
2012년 콩고 공화국과의 친선 경기에서 국제 A매치 데뷔전을 치른 이후 동티모르와의 2018년 FIFA 월드컵 아시아 지역 2차 예선 A조 3차전에서 A매치 데뷔골을 신고했다.
그 뒤 2018년 FIFA 월드컵 본선 엔트리에 합류하여 팀이 2연패로 탈락이 확정된 상황에서 맞이한 아랍 라이벌팀 이집트와의 A조 조별리그 마지막 경기에서 전반 추가시간 6분경 페널티킥으로 선제골을 뽑아내며 1994년 FIFA 월드컵 이후 무려 24년만의 사우디의 월드컵 본선 승리를 유도하며 유종의 미를 거두었다.

## 수상

### 클럽
알힐랄 SFC
- 사우디 프로페셔널리그 : 우승 (2009-10, 2010-11, 2016-17, 2017-18, 2019-20, 2020-21), 준우승 (2008-09, 2012-13, 2013-14, 2015-16, 2018-19)
- 사우디아라비아 국왕컵 : 우승 (2015, 2017, 2019-20), 준우승 (2010)
- 사우디 크라운 프린스컵 : 우승 (2008-09, 2009-10, 2010-11, 2011-12, 2012-13, 2015-16), 준우승 (2013-14, 2014-15)
- 사우디 슈퍼컵 : 우승 (2015, 2018), 준우승 (2016, 2020)
- AFC 챔피언스리그 : 우승 (2019, 2021), 준우승 (2014, 2017)
- FIFA 클럽 월드컵 : 4위 (2019)